# Peer (Vorname)
Peer, auch Pehr, Per oder Pär, ist ein männlicher Vorname aus dem skandinavischen Raum.

## Herkunft und Varianten
Es handelt sich um die nordische Variante von Peter. Der Name Peter stammt aus dem Griechischen und bedeutet (petros ‚Stein oder Fels‘).
Peer ist vornehmlich norwegisch, Pär schwedisch, Per findet sich verbreitet.

## Varianten
Gebräuchliche Koseform des Namens in Schweden ist Pelle.

## Namenstag
Der Namenstag ist im skandinavischen Raum der 1. August.

## Namensträger

### Peer
- Peer Augustinski (1940–2014), deutscher Schauspieler und Sprecher
- Peer Baierlein (* 1972), deutscher Musiker und Komponist
- Peer Frenzke (* 1964), deutscher Gitarrist, Musikproduzent, Lehrer und Autor
- Peer Gessing (* 1967), deutscher Maler
- Peer Hultberg (1935–2007), dänischer Schriftsteller
- Peer Jäger (* 1943), deutscher Schauspieler
- Peer Kusmagk (* 1975), deutscher Moderator und Schauspieler
- Peer Maas (* 1951), niederländischer Radsportler
- Peer Meter (* 1956), deutscher Schriftsteller
- Peer Mock-Stümer (* 1967), deutscher Politiker (CDU)
- Peer Oppenheimer (1920–2018), deutschamerikanischer Filmproduzent und Drehbuchautor
- Peer Posipal (* 1962), deutscher Fußballspieler
- Peer Raben (1940–2007), deutscher Komponist von Filmmusik
- Peer Schmidt (1926–2010), deutscher Schauspieler und Synchronsprecher
- Peer Steinbrück (* 1947), deutscher Politiker (SPD)
- Peer Teuwsen (* 1967), deutsch-schweizerischer Journalist

### Pehr
- Pehr Edman (1916–1977), schwedischer Biochemiker (Edman-Abbau)
- Pehr Hörberg (1746–1816), schwedischer Bauer, Maler, Kupferstecher und Komponist
- Pehr Kalm (1716–1779), schwedischer Naturforscher und Agrarökonom
- Pehr Henrik Ling (1776–1839), schwedischer Sportpädagoge (Lingsche Gymnastik)
- Pehr Löfling (1729–1756), schwedischer Botaniker
- Pehr Henrik Nordgren (1944–2008), finnischer Komponist
- Pehr Osbeck (1723–1805), schwedischer Pfarrer, Weltreisender und Naturforscher
- Pehr Evind Svinhufvud (1861–1944), finnischer Politiker und Staatsmann
- Pehr Wilhelm Wargentin (1717–1783), schwedischer Astronom

### Per
- Per Ahlmark (1939–2018), schwedischer Schriftsteller und Politiker
- Per-Willy Amundsen (* 1971), norwegischer Politiker
- Per Anda (* 1965), schwedischer Poolbillardspieler
- Per Egil Ahlsen (* 1958), norwegischer Fußballspieler
- Per Anger (1913–2002), schwedischer Diplomat
- Per Daniel Amadeus Atterbom (1790–1855), schwedischer Dichter und Literaturhistoriker
- Per Johan Axelsson (* 1975), schwedischer Eishockeyspieler
- Per Bergerud (* 1956), norwegischer Skispringer
- Per Berlin (1921–2011), schwedischer Ringer
- Per Brahe der Jüngere (1602–1680), schwedischer Reichsdrost
- Per Braxenholm (* 1983), schwedischer Eishockeyspieler
- Per Brohäll (1917–1989), schwedischer Bootskonstrukteur
- Per Carlén (* 1960), schwedischer Handballspieler und -trainer
- Per Anders Daun (* 1963), schwedischer Skispringer, siehe Anders Daun
- Per Ditlev-Simonsen (* 1932), norwegischer Politiker
- Per Olov Enquist (1934–2020), schwedischer Schriftsteller
- Per Anders Fogelström (1917–1998), schwedischer Schriftsteller
- Per Frandsen (* 1970), dänischer Fußballspieler
- Per Frimann (* 1962), dänischer Fußballspieler
- Per Gessle (* 1959), schwedischer Sänger, Mitglied von Roxette
- Per Goldschmidt (1943–2013), dänischer Saxophonist und Schauspieler
- Per Grundén (1922–2011), schwedischer Opernsänger (Tenor) und Schauspieler
- Per Günther (* 1988), deutscher Basketballspieler
- Per Gustafsson (* 1970), schwedischer Eishockeyspieler
- Per Hækkerup (1915–1979), dänischer Politiker
- Per Hållberg (* 1978), schwedischer Eishockeyspieler
- Per Albin Hansson (1885–1946), schwedischer Politiker
- Per-Mathias Høgmo (* 1959), norwegischer Fußballspieler und -trainer
- Per Højholt (1928–2004), dänischer Lyriker
- Per Holm (Fußballspieler) (1899–1974), norwegischer Fußballspieler
- Per Daniel Holm (1835–1903), schwedischer Maler
- Per Husby (* 1949), norwegischer Jazzpianist und Komponist
- Per Jacobsson (1894–1963), schwedischer Ökonom
- Per Christian Johansson (1817–1903), schwedisch-russischer Tänzer, siehe Christian Johansson
- Per Karlsson (* 1986), schwedischer Fußballspieler
- Per Kirkeby (1938–2018), dänischer Maler, Bildhauer und Architekt
- Per Krafft der Ältere (1724–1793), schwedischer Maler
- Per Krafft der Jüngere (1777–1863), schwedischer Maler, Zeichner und Lithograf
- Per Krohg (1889–1965), norwegischer Künstler
- Per Krøldrup (* 1979), dänischer Fußballspieler
- Per Lillo-Stenberg (1928–2014), norwegischer Schauspieler
- Per Lindström (1936–2009), schwedischer Logiker
- Per Lønning (Theologe) (1928–2016), norwegischer Theologe und Politiker
- Per Olaf Lundteigen (* 1953), norwegischer Landwirt und Politiker
- Per Mertesacker (* 1984), deutscher Fußballspieler
- Per Stig Møller (* 1942), dänischer Politiker
- Per Nilsson (Schriftsteller) (* 1954), schwedischer  Schriftsteller
- Per Nilsson (Fußballspieler) (* 1982), schwedischer Fußballspieler
- Per Nørgård (1932–2025), dänischer Komponist
- Per Yngve Ohlin (1969–1991), schwedischer Musiker, siehe Dead (Musiker)
- Per Olsson (* 1963), schwedischer Fußballspieler und -trainer
- Per Oscarsson (1927–2010), schwedischer Schauspieler
- Per Pedersen (Fußballspieler) (* 1969), dänischer Fußballspieler
- Per Petterson (* 1952), norwegischer Schriftsteller
- Per Røntved (1949–2023), dänischer Fußballspieler
- Per Sandström (* 1981), schwedischer Handballtorwart
- Per Svensson (1943–2020), schwedischer Ringer
- Per Thöresson (* 1962), schwedischer Diplomat
- Per Thorén (1885–1962), schwedischer Eiskunstläufer
- Per Ung (1933–2013), norwegischer Bildhauer
- Per Wahlöö (1926–1975), schwedischer Schriftsteller
- Per Walsøe (1943–2024), dänischer Badmintonspieler

### Pär
- Pär Arvidsson (* 1960), schwedischer Schwimmer
- Pär Cederqvist (* 1980), schwedischer Fußballspieler
- Pär Djoos (* 1968), schwedischer Eishockeyspieler und -trainer
- Pär Ericsson (* 1988), schwedischer Fußballspieler
- Pär Gerell (* 1982), schwedischer Tischtennisspieler
- Pär Hansson (Fußballspieler) (* 1986), schwedischer Fußballspieler
- Pär Holmgren (* 1964), schwedischer Meteorologe, Moderator und Politiker
- Pär Hulkoff (* 1980), schwedischer Musiker und Sänger (Metal und Country)
- Pär Lagerkvist (1891–1974), mit dem Nobelpreis ausgezeichneter schwedischer Schriftsteller
- Pär Lammers (* 1982), deutscher Jazzmusiker, Komponist und Produzent
- Pär Mårts (* 1953), schwedischer Eishockeyspieler und -trainer
- Pär Millqvist (* 1967), schwedischer Fußballspieler und -trainer
- Pär Nuder (* 1963), schwedischer Politiker
- Pär Silje (Lars Gyllensten; 1921–2006), schwedischer Autor und Arzt
- Pär Ström (* 1959), schwedischer Informationstechnologe
- Pär Sundberg (* 1957), schwedischer Kinderschauspieler
- Pär Sundström (* 1981), schwedischer Metal-Bassist
- Pär Zetterberg (* 1970), schwedischer Fußballspieler

### Fiktive Personen (alle Varianten)
- Peer Gynt, Hauptfigur des 1867 entstandenen dramatischen Gedichts von Henrik Ibsen